# Alexander Pretschner
Walter Alexander Pretschner (* 1975) ist ein deutscher Informatiker und Hochschullehrer. Er ist Professor für Software & Systems Engineering an der Technischen Universität München, Gründungsdirektor des Bayerischen Forschungsinstituts für Digitale Transformation und wissenschaftlicher Direktor von fortiss, dem Forschungsinstitut des Freistaats Bayern für softwareintensive Systeme und Services.

## Leben und Werk
Alexander Pretschner studierte Informatik an der RWTH Aachen und der University of Kansas. Er promovierte 2003 an der TU München bei Manfred Broy mit der Dissertation „Zum modellbasierten, funktionalen Test reaktiver Systeme“. Anschließend forschte er an der ETH Zürich, bevor er zunächst Gruppenleiter am Fraunhofer-Institut für Experimentelles Software Engineering sowie Professor an der TU Kaiserslautern und danach Professor am Karlsruher Institut für Technologie wurde. 2012 wurde er als Professor für Software & Systems Engineering an die TU München berufen.
Ein Forschungsschwerpunkt im Software&Systems Engineering ist das Testen und dabei insbesondere die Frage, wann ein Testfall „gut“ ist: wenn er einen potentiellen Fehler mit guter Kosteneffektivität (bzgl. Schwere, Eintrittswahrscheinlichkeit, Aufwand der Identifikation etc.) finden kann. Daraus ergeben sich Ansätze zum fehlerbasierten Testen, die u. a. erfolgreich auf autonome Autos und Drohnen angewendet werden können und die dann direkt in Arbeiten zur Vollständigkeit von Testsuiten und zur Infragestellung von Regressionstests für cyberphysikalische Systeme auf Systemebene, und der Notwendigkeit der systemspezifischen Generierung von Testfällen überleiten. Weitere Arbeitsgebiete im Bereich des Testens umfassen modellbasiertes Testen Fehlerlokalisierung, Regressionstesten, Sicherheitstesten und Fuzzing.
Arbeiten zur verteilten Daten-Nutzungskontrolle und zum Test von Security-Eigenschaften bilden die Grundlage eines weiteren Forschungsschwerpunkts im Bereich Security mit Ausprägungen in den Bereichen automotive security, fuzzing, software-basierte Software Integrity Protection und Software Obfuscation sowie automatisiertes Hardening.
Accountability software-intensiver Systeme ist ein weiteres Arbeitsgebiet. Dazu werden Resultate zur effizienten Berechnung von Kausalität (actual causality) mit methodischen Ansätzen der Modellierung kausaler Abhängigkeiten und mit technischen Lösungsansätzen (Logging) auf Basis früherer Resultate zur verteilten Daten-Nutzungskontrolle kombiniert.
Allgemeiner beschäftigen sich die Arbeiten des Lehrstuhls für Software&Systems Engineering an der TU München mit der Qualität von Software: Was ist Qualität und wie kann man sie bemessen, wie können Zielkonflikte gehandhabt werden, wie kann man „gute“ Software entwickeln, und wie kann dabei die inhärente Kontextspezifizität von Software und Software Engineering berücksichtigt werden?
Pretschner ist Mitglied des Palantir Council of Advisors on Privacy and Civil Liberties (PCAP) und berät in dieser Funktion das US-Unternehmen Palantir Technologies.

## Auszeichnungen (Auswahl)
- 1998: Fulbright-Stipendium
- 2011: Google Focused Research Award
- 2012: IBM Faculty Awards
- 2013: IBM Faculty Awards